# Василь Довгович
Васи́ль Довго́вич (справжнє прізвище Довганич; 1783, Золотарьово — 13 грудня 1849, Хуст) — український філософ, мовознавець, поет, перший закарпатський академік. Священик греко-католицької церкви.

## Біографія
Народився в селі Золотарьово Хустського району в березні 1783 р. (точного дня народження досі не встановлено) у родині селянина.
Середню освіту здобував у місті Великий Варадин (нині Орадя в Румунії). Тут він займався репетиторством, а його ученицею стала донька покійного головного нотаріуса міста Агнеш Візер. З її допомогою талановитий студент опанував угорську мову і присвятив Агнеш цілу низку ліричних поезій. Але кохання поета було безнадійним і в його творчість невипадково вриваються філософські нотки. Поряд з віршами угорською мовою він продовжував писати й латинською і тут вперше створив вірш «Союз любве» українською народною мовою.
Вищу теологічну освіту В. Довгович здобував у місті Трнава в Словаччині (два класи філософії), а завершив її в Ужгородській духовній семінарії.
У Трнаві поет активно творив вірші латинською мовою, захоплювався філософією. Спеціально вивчив німецьку мову, щоб в оригіналі читати філософські праці Канта. Після 14-річної мандрівки по світу він повернувся до Ужгорода, де після закінчення семінарії одружився з Ганною Ляхович і став на шлях священика. З 1811 до 1824 року жив у селі Довге на Іршавщині й тут прибрав собі псевдонім — Довгович. З 1824 до 1828 працював у селі Великі Лучки на Мукачівщині, а з 1828 до 1844 — у самому Мукачеві.
1831 р. став першим серед вчених краю членом-кореспондентом новоствореної Угорської Академії наук за наукові праці з історії, етнографії та теології. 1832  упорядкував свої поезії у збірник під назвою «Поеми Василя Довговича», у якому вміщено 19 віршів українською, 41 — угорською і 131 — латинською мовами. У Науковому збірнику Музею української культури у Свиднику (Словаччина) у 1982 р. вперше надрукована ця рукописна збірка поезій В. Довговича. Але і досі не перекладені українською мовою всі його твори як поетичні, так і наукові. Довгович є зачинателем латинської поезії на Закарпатті.
Помер у Хусті 14 грудня 1849 р. і похований на Замковій горі.